# Плотина Дияла
Плотина Дияла — плотина на реке Дияла в 90 км к северо-востоку от Багдада, Ирак. Она была построена между 1966 и 1969 годами. Основной целью плотины является перенаправление оттока плотины Хамрин (11 км вверх по течению) по реке Дияла к каналам Халис и Садр аль-Муштарак для орошения.